# رگتایم (فیلم)
رگتایم (به انگلیسی: Ragtime) فیلمی ۱۵۵ دقیقه‌ای به کارگردانی میلوش فورمن با بازی جیمز کاگنی است که بر پایه رمانی به همین نام از ای. ال. دکتروف ساخته شد.